# Hoplosathe frauenfeldi
Hoplosathe frauenfeldi är en tvåvingeart som först beskrevs av Friedrich Hermann Loew 1856.  Hoplosathe frauenfeldi ingår i släktet Hoplosathe och familjen stilettflugor. Inga underarter finns listade i Catalogue of Life.